# Paul Guiraud (psychiatre)
Cet article possède un paronyme, voir Établissement public de santé Paul-Guiraud.
Pour les articles homonymes, voir Paul Guiraud et Guiraud.
Paul Guiraud, né le 4 août 1882 à Cessenon (Hérault) et mort le 21 avril 1974 à Paris, est un aliéniste français, auteur avec Maurice Dide en 1922 du manuel de référence de clinique psychiatrique en vigueur jusque dans les années cinquante. Son nom a été donné en 1990 à l'ex « asile hospice » de Villejuif.

## Carrière

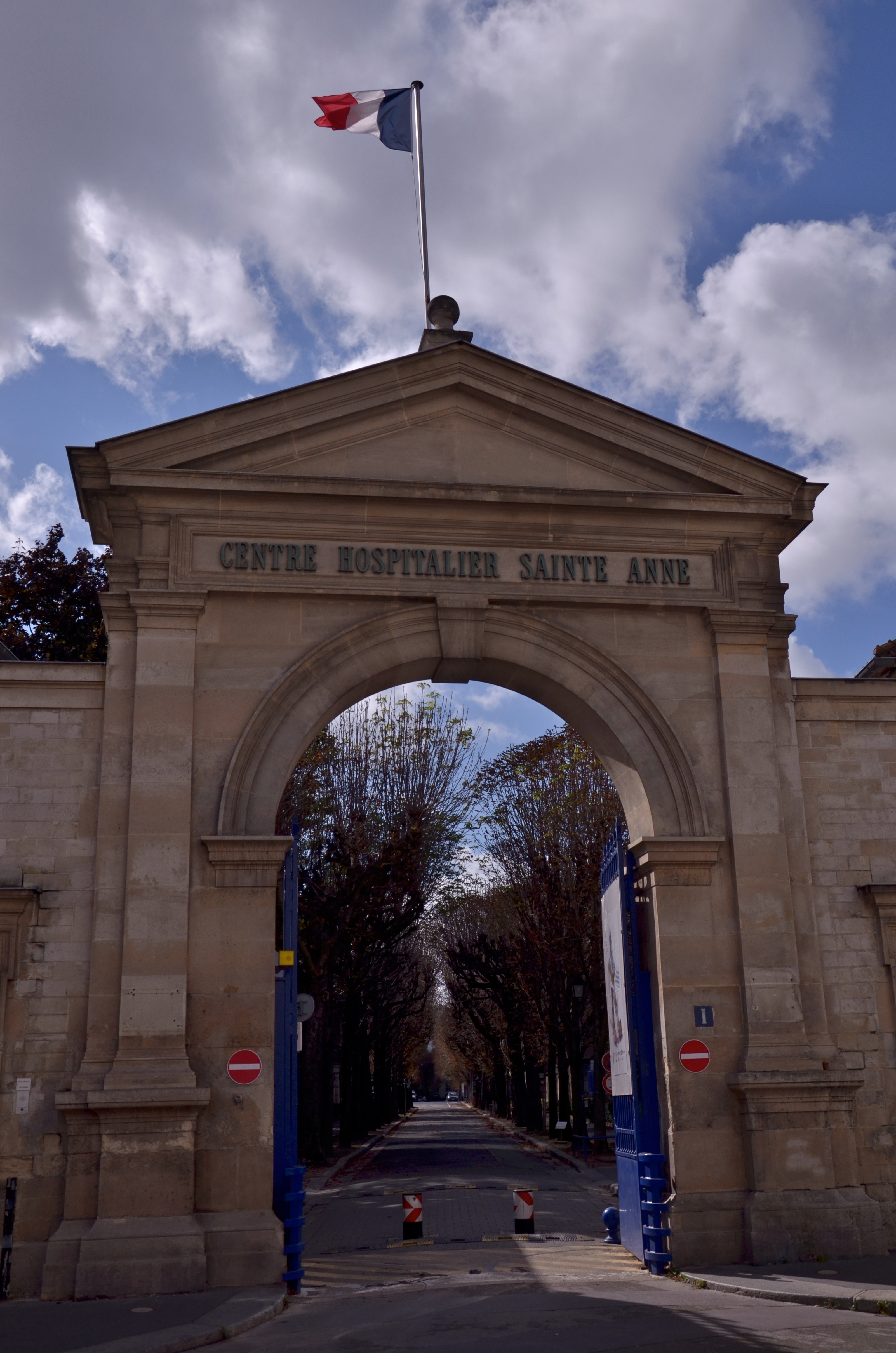
Porche de l'hôpital Sainte Anne, cœur de la clinique psychiatrique française où Paul Guiraud a fait ses observations et participé à la mise au point du premier neuroleptique.

Paul Guiraud est le fils d'un vigneron du Minervois.

### Formation
- 1903      : Préparation du concours des Eaux et Forêts.
- 1904      : externe de la Faculté de médecine de Montpellier.
- 1907      : interne d'Antoine Ritti à Charenton.
- 1908      : médecin des asiles de Tours.

### Praticien des asilesde province
- 1909-1914 : sous la direction de Maurice Dide à l'asile Braqueville de Toulouse.
- 1915-1916 : sous la direction du Dr. Arsimoles remplaçant Maurice Dide à Braqueville.
- 1916-1917 : sous la direction du Dr. Dubuisson remplaçant Maurice Dide à Braqueville.
- 1918-1919 : faisant fonction de médecin chef en remplacement de Maurice Dide à Braqueville.
- 1920-1921 : médecin chef de l'asile de Saint-Dizier.

### Praticien des asiles de la Seine
- 1922      : concours des Asiles de la Seine.
- 1923-1926 : médecin chef d'une section masculine et de la section féminine de Ville Évrard[3].
- 1927-1933 : médecin chef à l'asile de Villejuif[4].
- 1934-1947 : médecin chef de la section féminine de Sainte Anne.
- 1948-1953 : médecin honoraire à Sainte Anne.

## Les apports de Guiraud

### Le point de vue organiciste.
Paul Guiraud s'affirme dans la France de l'entre-deux-guerres comme une figure centrale de l'organicisme aux côtés de Pierre Janet et Henri Claude à un moment où la théorie antagoniste de Sigmund Freud interroge les fondements physiologiques de la psychopathologie. Il est le maître en jacksonisme de Henri Ey. Selon lui, la pensée est la production d'une certaine structure du cerveau, et non, comme le professera le psychanalyste Jacques Lacan à partir du cas d'une patiente soignée en 1932 dans la même section féminine de Sainte Anne que dirigera Guiraud douze ans plus tard, Aimée, l'expression d'une certaine structure du langage.
Neurologue admirateur des spécialistes de la diaschèse et autres lésions cérébrales que sont Monakov et Mourgue, il reprend en 1928 et en 1931 au premier la notion de κακόν, vice en grec, dans ses études de cas pour expliquer la réaction violente du patient à une l'altération biologique, notion reprise et réinterprétée dans un sens opposé par Jacques Lacan pour décrire le mal être du délirant dans son passage l'acte. Lacan développera a contrario ce qui traduit sous la plume de Guiraud « une sensation de défectuosité » du cerveau en un concept fondamental du traitement psychanalytique des psychoses, la « lâcheté morale », c'est-à-dire une forme d'exclusion de la culpabilité œdipienne.

### Une clinique biologiste amie de la psychanalyse.
Dans la tradition d'Emil Kraepelin, Guiraud écarte de l'observation ce qui ne relève pas des symptômes biologiques, tout particulièrement la parole du patient, méthode qui l'oppose à son ancien élève, Henri Ey, qu'un éclectisme thérapeutique raisonné a rendu sensible à l'herméneutique freudienne. 

« En somme, vous voyez des malades là où je vois des maladies. »

— Réponse de Paul Guiraud aux critiques de son ancien élève Henri Ey.
 Toutefois, il reconnaît en 1950 les progrès que la psychanalyse a permis d'obtenir dans la compréhension de la psychogénèse du délire et se montre ainsi favorable aux rapprochements interdisciplinaires tentés par la génération des Ajuriaguerra. Le projet de son dernier ouvrage, Système nerveux et activité psychique, que la mort ne lui aura pas laissé achever, propose effectivement une synthèse entre biologisme et psychanalyse en fondant dans la neuropsychologie l' « éprouvé psychique global ».
C'est qu'il ne renonce pas pour autant à une explication neuronale à venir de la psychose, préfigurant par là, à une époque où la biologie moléculaire n'existait pas, le biologisme d'un Jean-Pierre Changeux. Cet aspect biologiste de ses thèses, comme quoi « les fonctions du moi » surgissent de la structure du thalamus et son maillage de nerfs, se retrouveront effectivement telles quelles chez le prix Nobel Gerald Edelman.

### La thymhormie ou comment le moi nait du thalamus.
Ce qui, dans la tradition du physiologiste Cabanis, fait adhérer Paul Guiraud au monisme psychobiologique de Ernst Haeckel et penser qu'il y a une unité de nature entre les productions psychiques et le fonctionnement de l'encéphale, qu'en quelque sorte celles-ci émanent de celui-ci par degré, c'est l'observation du prodrome de la psychose hallucinatoire chronique.
Il observe à l'instar de Moreau de Tours que celle-ci commence par une phase constituant l'« élément pathologique primordial » qui peut avoir trois origines, différentes mais composées :
- une cénesthésie, qui est parfois secondaire dans le temps à l'élément primordial lui-même[G 2],
- dans certains cas, à la place de cette cénesthésie, une réaction de « dégout »[G 5] dont le caractère « instinctif »[G 5], c'est-à-dire pulsionnel[12], prévaut sur le sentiment d'homosexualité latente par lequel il se traduit secondairement[G 6],
- principalement et dans tous les cas, un malaise d'ordre affectif, c'est-à-dire non physique[G 2], fait d'inquiétude et de dépression[G 7], que le patient ne ressent pas comme une expression personnelle[G 2] de ses sentiments et qui ne sont pas de l'ordre d'une pensée qui traduirait une personnalité propre[G 8]

Au contraire, cette phase s'accompagne de phénomènes mécaniques, hallucinations olfactives et gustatives, gestes répétés et immotivés, itérations et stéréotypies verbales, barrages du phrasé, toutes choses qui militent a priori dans le sens d'une étiologie « endogène », un dysfonctionnement cérébral. Cette cénesthésie et ce malaise seraient le symptôme d'une dysthymie qu'il a observé chez les léthargiques de la guerre de 14-18, soldats revenus du front frappés d'une sorte de sidération idiopathique. Avec Maurice Dide, il nomme ce symptôme athymhormie ou perte définitive d'allant.

### Synthèse du trouble psychique autour d'une défectuosité cérébrale
Reprenant la clinique de Magnan, Guiraud constate en effet que ce n'est que dans un second temps de la psychose hallucinatoire chronique, après cette phase « pathologique primordiale »,  qu'apparaissent des sons  hallucinatoires, interprétés ultérieurement comme des paroles, bientôt suivies de réponses proférées par le patient, de rêveries compensatoires et enfin une inversion inconsciente de l'identité sexuelle et des délires construits. Il en conclut à la suite de Lasègue que les hallucinations chroniques, contrairement à ce que décrit Clérambault de l'automatisme mental, ne sont que des productions secondaires provoquées par une lésion des « centres réflexes végétatifs » entrainant une « discordance chronaxique avec l’ensemble des neurones voisins ». La discordance des gestes et des paroles du catatonique d'avec la pensée raisonnée comme le déploiement sans contact avec la réalité de la pensée du délirant sont vus comme l'indice que la psychose est une désynchronisation du cervelet et du thalamus.
Toute la clinique psychiatrique élaborées « par Séglas, de Clérambault, Claude, Hesnard, Mignard, Cellier, etc. » [sic] se résume ainsi, sans rien perdre de sa richesse, sa variété ni de sa finesse, en un « trouble psychique » émanant d'un dysfonctionnement physique antérieur par une continuité progressive, c'est-à-dire sans que le sujet, comme croyait l'observer Moreau de Tours, ne « se métamorphosme ».

### La révolution des psychotropes.
Posé ce diagnostic biologiste, Guiraud relègue la psychanalyse des psychoses à un soin palliatif qui relève du psychologue plus que du médecin et privilégie, en vue d'une guérison qu'il espère, le traitement médicamenteux. En 1944, à la suite des essais de Georges Daumezon et Léon Cassan de la phenbenzamine (en) dans le traitement des accès maniaques de maniacodépressifs, il teste un autre antihistaminique qui ne s'appelle pas encore Phénergan, la prométhazine, pour sédater l'angoisse de ses patients agités et provoquer un état hypnotique.
En 1951, il conduit sur vingt quatre patients schizophrènes du service de Jean Delay à Sainte Anne, les essais comparatifs du cocktail lytique que le chirurgien Henri Laborit, à la recherche d'une anesthésie efficace, a préparé en décembre 1950 et qui associe de la chlorpromazine à du Phénergan. Il conclut à une efficacité égale où supérieure aux opiacés, en l'occurrence le morphinique Dolosal, à la scopolamine et aux barbituriques dans les cas d'agitation et d'insomnie, permettant ainsi à Pierre Deniker de faire valider l'année suivante le premier neuroleptique.

## Œuvre écrite

### Ouvrages de références
- Avec M. Dide, Psychiatrie du médecin praticien, Th. Martin impr., Paris, 1922, réed. Masson, Paris, 1929, 467 p.
- Psychiatrie générale, Le François, Paris, 1950, 3e ed. 1956, 746 p.

### Préfaces
- In dir. J. Fretet, G. Gatian de Clérambault, Œuvre psychiatrique réuni et publié sous les auspices du Comité des élèves et des amis de Clérambault, Théraplix, Paris, 1942.
- Avec J. Sole Sagarra & K. Leonhard, A propos du "Manuel de Psychiatrie" (Manual de Psiquiatria, Madrid, Morata, 1955, 695 p.) in L'Évolution psychiatrique, n° 1, pp. 205-210, Paris, 1955.

### Directions de thèses
- P. Petit, Les Délires de persécution curables, Faculté de médecine de l'Université de Paris, Paris, 1937.

### Principaux articles de revues spécialisées
Clinique de la catatonie
- Conception neurologique du syndrome catatonique, in L'Encéphale, II, p. 525, Paris, 1924.
- Avec H. Ey, in Evolution aigüe mortelle dans un cas de catatonie, in Bulletin de la Société de médecine mentale, Paris, 1926.
- Constitution perverse ou héboïdophrénie, in Bulletin de la Société de médecine mentale, Paris, p. 89, Paris, 1927.
- Catatonie et syndromes extra-pyramidaux, in Paris médical : la semaine du clinicien, II, p. 301, Paris, 1931.
- Avec Caron, Syndrome démentiel présénile avec écholalie. Parenté avec les syndromes pseudobulbaires catatoniques., in Annales médico-psychologiques, Paris, février 1931.
- Analyse du symptôme de stéréotypie, in L'Encéphale, II, pp. 229-270, Paris, 1936.

Clinique du délire
- Délire systématisé et inversion sexuelle, in Annales médico-psychologiques, t. II, 12e série, pp. 128-132, Paris, 1922.
- Les délires chroniques, in L’Encéphale, no 9, p. 669, Paris, 1925.
- Avec H. Ey, Remarques critiques sur la schizophrénie de Bleuler, in Annales médico-psychologiques, n° 1, pp. 355-365, Paris, 1926.
- Souvenirs d'enfance et idées de grandeur, in Annales médico-psychologiques, Paris, 1928.
- Avec Y. Le Cannu, Symptômes primitifs et secondaires de la psychose hallucinatoire chronique, in Annales médico-psychologiques, t. II, p. 426, Paris, décembre 1929.
- Les meurtres immotivés, in L'Évolution psychiatrique, pp. 599-605, Paris, 1931.
- Réponses des rapporteurs, in H. Ey, P. Marty & J. Dublineau, Premier Congrès mondial de psychiatrie du 18 au 27 septembre à Paris, t. I, part. 2 "Psychopathologie générale : comptes rendus des séances.", pp. 148-157, Hermann, Paris, 1952.
- Réponses des rapporteurs, in H. Ey, P. Marty & J. Dublineau, Premier Congrès mondial de psychiatrie du 18 au 27 septembre à Paris, t. I, part. 2 "Psychopathologie générale : comptes rendus des séances.", pp. 16-44, Hermann,Paris, 1952.
- Les états d'étrangeté, in Journal de psychologie, pp. 449-463, PUF, Paris, 1952.

Physiopathologie du délire
- Avec Saunet, Pathogénie et symptôme du délire aigu, in Annales médico-psychologiques, t. II, p. 574, Paris, 1938.
- Avec Chapoulaud, Lésions rénales dans le délire aigu, in Annales médico-psychologiques, Paris, 1939.
- Avec Boitelle & Rouault de Lavigne, Progestérone et radiothérapie diencéphalique des états périodiques, in Annales médico-psychologiques, t. II, p. 254, Paris, 1946.
- Pathogénie, étiologie des délires, in H. Ey, P. Marty & J. Dublineau, Premier Congrès mondial de psychiatrie du 18 au 27 septembre à Paris, t. I, part. 1 "Psychopathologie générale : psychopathologie des délires", Hermann,Paris, 1952.

Synthèse de la psychiatrie
- Importance des notions de cyclochronie et de dominance en psychiatrie, in N. A. Popov, préf. H. Piéron, Études de psychophysiologie : conférences faites à l'Institut de psychologie, à la clinique neuropsychiatrique de la Faculté et au Centre psychiatrique de l'Asile Ste-Anne, Paris., II "La Dominance, le problème de dominance en connexion avec la théorie des réflexes conditionnés.", ann., Éditions du Cèdre, Paris, 1950.
- L'avenir de la clinique psychiatrique, in L'Évolution psychiatrique, n° 1, pp. 145-151, Paris, 1956.
- Rencontres dans les profondeurs, conférence faite à L'Évolution psychiatrique, in L'Évolution psychiatrique, n° 2, pp. 181-205, Paris, 1957.
- L'éprouvé psychique global, in L'Évolution psychiatrique, vol. XL, n° 1, pp. 41-100, Paris, 1975.

### Sources
1. ↑  L'Évolution psychiatrique no 58, 4e tri., DDB, Paris, octobre 1993.
2. ↑  T. Gineste, Baptême de l'Hôpital Paul-Guiraud le 11 janvier 1990. Allocution prononcée par T. Gineste, in L'Information psychiatrique, vol. 67, n° 10, pp. 986-988, Montrouge, 1991.
3. ↑  A. Roumieux, Ville Évrard : murs, destins et histoire d'un hôpital psychiatrique, p. 193, L'Harmattan, Paris, juin 2008.
4. ↑  P. Clervoy &  M. Corcos, Petits moments d'histoire de la psychiatrie en France, p. 240, EDK Éditions médicales et scientifiques, Paris, 2005  (ISBN 2-84254-102-2).
5. ↑  A. Ehrenberg, La fatigue d'être soi : dépression et société., p. 72, Odile Jacob, Paris, 2008.
6. ↑  A. Ehrenberg, La fatigue d'être soi : dépression et société., p. 69, Odile Jacob, Paris, 2008.
7. ↑  P. Clervoy &  M. Corcos, Petits moments d'histoire de la psychiatrie en France, p. 241, EDK Éditions médicales et scientifiques, Paris, 2005  (ISBN 2-84254-102-2).
8. ↑  Y. Trichet, La notion de kakon. Histoire et enjeux psychopathologique., in Bulletin de psychologie no 520, pp. Pages 365-378, Groupe d'études de psychologie, Paris, décembre 2012.
9. ↑  H. Dorvil, Prise de médicaments et désinstitutionnalisation, in J. Collin, M. Otero, L. Monnais, Le Médicament au cœur de la socialité contemporaine : regards croisés sur un objet complexe, p. 37-38, Presses universitaires du Québec, Laval, janvier 2006  (ISBN 2-7605-1441-2).
10. ↑  C.-J. Blanc, Psychiatrie et pensée philosophique : intercritique et quête sans fin., p. 11, L'Harmattan, Paris, janvier 1998  (ISBN 2-7384-6845-4).
11. ↑  R. M. Palem, De la folie au cerveau : psychiatrie et neurologie, une histoire de famille., p. 25, L'Harmattan, Paris 2007.
12. 1 2  Y. Trichet, L’entrée dans la psychose : apparition ou déclenchement ?, p. 109, Université de Rennes, Rennes, 6 février 2010.
13. ↑  P. Clervoy &  M. Corcos, Petits moments d'histoire de la psychiatrie en France, pp. 236-244, EDK Éditions médicales et scientifiques, Paris, 2005  (ISBN 2-84254-102-2).
14. ↑  P. Clervoy &  M. Corcos, Petits moments d'histoire de la psychiatrie en France, p. 242, EDK Éditions médicales et scientifiques, Paris, 2005  (ISBN 2-84254-102-2).
15. ↑  Y. Trichet, L’entrée dans la psychose : apparition ou déclenchement ?, p. 111, Université de Rennes, Rennes, 6 février 2010.
16. ↑  Y. Trichet, L’entrée dans la psychose : apparition ou déclenchement ?, p. 113, Université de Rennes, Rennes, 6 février 2010.
17. 1 2  Y. Trichet, L’entrée dans la psychose : apparition ou déclenchement ?, p. 110, Université de Rennes, Rennes, 6 février 2010.
18. ↑  Ph. Pignarre, Les deux médecines : médicaments, psychotropes et suggestion thérapeutique, p. 133, La Découverte, Paris, 1995  (ISBN 2-7071-2435-4).
19. ↑  G. Boitelle, C. Boitelle & Lentulo, in Annales médico-psychologiques, juillet 1952.
20. ↑  P. Clervoy &  M. Corcos, Petits moments d'histoire de la psychiatrie en France, p. 248, EDK Éditions médicales et scientifiques, Paris, 2005  (ISBN 2-84254-102-2).
21. ↑  A. Ehrenberg, La fatigue d'être soi : dépression et société., p. 87, Odile Jacob, Paris, 2008.
22. ↑  P. Clervoy &  M. Corcos, Petits moments d'histoire de la psychiatrie en France, p. 249, EDK Éditions médicales et scientifiques, Paris, 2005  (ISBN 2-84254-102-2).